# Postmoderna literatura
Postmodernizem je zadnja velika smer ameriške in evropske književnosti druge polovice 20. stoletja, za katerega je značilna uporaba posebne vrste metafikcije, in sicer postmodernistične metafikcije. Značilna zanj je še radikalizacija metafizičnega nihilizma.
Postmodernizem oz. postmoderna je intelektualni tok oz. duhovnozgodovinsko obdobje, ki se je rodilo iz odpora do predhodnega modernizma najprej v arhitekturi in nato v filozofiji ter literaturi, sprva v Združenih državah Amerike in v Franciji in se potem razširilo v večino večjih književnosti.

## Zgodovina
Pojem postmodernizem se je v literarni vedi prvič pojavil leta 1934 pri španskem literarnem zgodovinarju Federicu de Onisu. »Postmodernismo« mu je pomenil obdobje med letoma 1905 in 1914. Zgodovinar Arnold Toynbee je v delu A Study of Hystory (1961) govoril o postmoderni dobi, ki naj bi se začela leta 1875. Do konca 70. let je razprava o postmodernizmu potekala samo na ameriških tleh. V drugi polovici 60. let so z oznako postmodernizem že označevali romane, ki so zgled za to vrsto literature še danes. Cilj gibanja je bil deelitizacija visoke kulture. Postmodernizem je bil najprej razumljen kot protiintelektualistični upor proti modernizmu. Ihab Hassan je bil prvi vplivni teoretik postmodernizma. John Barth je trdil, da je izrabljanje literarne tradicije edina možnost umetniškega oblikovanja. Pomembni teoretiki postmodernizma v 80. in 90. so bili še Brian Mchale (Constructing Postmodernism in Postmodernist Fiction), Douwe Fokkema, Linda Hutcheon in David Lodge.

## Filozofsko in duhovnozgodovinsko ozadje
Filozofija Nietzscheja, Husserla, Heideggra je vplivala tako na moderniste kot na postmoderniste. Z modernizmom se povezuje predvsem Husserlova misel, da zavest ne obstaja sama na sebi, ampak je vedno uperjena na nekaj (zavest ima vedno nekaj v zavesti). Predmeti, ki jih zavest zaznava, za človeka ne obstajajo sami na sebi, ampak obstajajo kot predmet zavesti. Husserlova fenomenologija se zaveda, da sta zavest in predmet neločljiva. Zaveda se, da je v proučevanju predmeta vanj naperjena neka zavest. Predmet zavesti torej ne obstaja sam na sebi, ampak vedno skupaj z zavestjo. Predmet sicer obstaja sam na sebi kot nekaj materialnega, v kar Husserl ni dvomil, a sam na sebi človeku ni dostopen. Človek je namreč v opazovanje vedno udeležen subjektivno, že zaradi lastnih danosti. Morda to dvojnost realnosti bolje ilustrira vprašanje: Kakšna je/Kako izgleda realnost, ko je človek ne opazuje?
Zaradi tega mora človek sprejeti postavko, da je v opazovanje predmeta vedno soudeležen, da s svojim opazovanjem pravzaprav konstruira predmet opazovanja. Husserla je tako zanimala vsebina zavesti (predmeti kot vsebina zavesti), ne pa predmeti iz naravnega sveta sami na sebi. Zanimalo ga je torej, kako se predmeti človeku kažejo, torej predmeti kot fenomeni (odtod ime fenomenologija).
Husserlova fenomenologija postavlja kot nujnost soobstoj zavesti in sveta. Stvari/predmeti niso objekti, ampak so pojavi, ker so nam posredovani šele prek naše zavesti in jih ne moremo videti samih na sebi. Oz. drugače: predmete lahko dojemamo kot pojave, ker se nam kažejo prek naše zavesti. Opazovalec je vedno vpleten v opazovanje. Vsebina zavesti so lahko predmeti iz realnosti, liki iz literature, sanje, fantazije, ... Zavest je naperjena na te »objekte«, zato ti objekti obstajajo v zavesti. Zavest postane temelj resničnosti, kar je najbolje ilustrirano v modernizmu. Po drugi strani pa je to že anticipacija postmodernizma, ki v nekaterih delih izenači različne ontološke ravni obstoja – realnost, fikcija (Borges, Fowles, ...).
Ena najznačilnejših lastnosti modernistične literature je tok zavesti oz. notranji monolog, ko je zavest najbolj pri sebi. Če je realizem še verjel v zmožnost stvarnega in objektivnega opisa zunanjega sveta, ki je resničen, potem modernizem v to ne verjame več. Edina resničnost in edini temelj je v zavesti in njenih vsebinah. Zunanji svet obstaja le še kot vsebina zavesti. Smeri pred modernizmom naj bi še verjele v metafizični temelj za čutno zaznavo stvarnosti, v modernizmu pa tak temelj odpade. Ne obstaja neka resničnost, ki bi bila podlaga zaznavanju stvarnega in psihičnega sveta. Edino, kar je še resnično, je zavest s svojimi psihičnimi vsebinami. Izguba temelja resničnosti pomeni radikalizacijo metafizičnega nihilizma (Kos)
Metafizični nihilizem pa se v postmodernizmu (oz.: v filozofiji postmodernizma) še zaostri, saj odpade tudi zavest kot zadnji temelj nekakšne resničnosti. Če je bil v modernizmu subjekt še močan, v postmodernizmu odpade. Subjekta tu ni več. Derrida je v svoji kritika Husserlove misli opozoril, da je notranji monolog prav tako strukturiran kot jezik in posledično posredovan, neavtentičen in zaradi tega pravzaprav oddaljen od zavesti.
Postmodernizem se zave, da je jezik medij, ki objekte opazovanja konstruira in ne nujno opisuje. Od modernizma se odmika, ker se odmika od neposredne resničnosti subjektivnih doživljajev, zavesti, (avto)biografskosti. Resničnost, ki jo upodablja, je prikazovana kot ontološko dvomljiva, neobstoječa, »neresnična« (modernizem pa je našel močno resničnost v subjektivnosti) (Kos). Nekateri drugi teoretiki, na Slovenskem npr. Aleš Debeljak, imajo postmodernizem le za radikalizacijo modernizma, torej za ultramodernizem.
Na postmodernizem in na postmoderno stanje (teh dveh pojmov ne smemo zamenjevati) se veže veliko teorij, ki imajo skupno točko, in sicer problematizirajo odnos do resničnosti. Po Baudrillardu realno ne eksistira več, ampak se nam kaže le še kot prazna in zavajajoča simulacija. Za Bergerja in Luckmanna resničnost ni nekaj substancialnega, ampak je proizvod jezika. Hyden White in Foucault pa opozarjata, da je naše vedenje o zgodovini (torej o neki pretekli resničnosti) le narativna konstrukcija ter da se je v zgodovinopisju izbrisala meja med resničnostjo in fikcijo (J. L. Borges to izdatno tematizira v svojih kratkih zgodbah). Pomemben za razumevanje postmodernizma je Wittgenstein in njegova teorija jezikovnih iger. Wittgenstein opozarja, da jezik ne vsebuje dejanske resničnosti. Obstajajo zaznave, ki so vsem skupne, in na tej podlagi se konstruirajo različne jezikovne igre oz. konvencije. »Svet ni nekaj realnega, kar bi obstajalo zunaj jezikovnih iger. Svet nam je dan šele z jezikom in v jeziku.« Jezik torej ne odslikava/opisuje, temveč konstruira. Relativnost kakršnekoli resničnosti zunaj jezika pomeni skrajni metafizični nihilizem (Virk). Že Saussure je opozoril, da je povezava med označevalcem in označencem poljubna in da nista v nikakršni zvezi, razen tej, da ju je konvencija povezala skupaj.
»Specifičnost postmodernizma je v jeziku, ki ni več reprezentacija neke zunanje ali notranje resničnosti (v smislu zavesti), ampak lahko reflektira le sam sebe.« Ker se jeziku izmakneta tako zunanja (realizem) kot notranja (modernizem) resničnost, mu preostane le še samonanašanje, tj. samo literarno besedilo in pa jezik, ki se izkaže kot edina resničnost,« ker je pač zveza med jezikom in svetom le poljubna, nenatančna, je spoznana za malo lažno. Jezik in literatura tako lahko reprezentirata le samega sebe, ker je njuno reprezentiranje kakršnekoli resničnosti zunaj njega samega vsaj pomanjkljivo, če ne lažno.

## Odnos do realizma
Postmodernizem lahko za boljše razumevanje vzporejamo z realizmom in tako poskušamo določiti njegove lastnosti. Realizem 19. stoletja je namreč bralca želel prepričati v resničnost sveta, ki ga je opisoval. Literatura naj bi bila reprodukcija resničnosti in naj bi odsevala življenje. Tako imamo že npr. že pri Jurčičevem Desetem bratu primer čiste metafikcije, ki bi jo takoj označili za postmodernistično, če ne bi vedeli, da je bil roman izdan leta 1866, zaradi česar spada v povsem drug duhovnozgodovinski kontekst. Pri določevanju metafikcije kot postmodernistične je zato potrebno biti pozoren na njen kontekst in na to, v kakšnem pomenu jo je avtor sploh uporabil.
Že v modernizmu fikcijski svet ne obstaja več objektivno, ampak je kreacija pripovedovalčeve zavesti. Realizem se je še pretvarjal, da so v romanu še resnični ljudje in da so lahko vsa njihova dejanja povezana skupaj v neko tvorbo, tj. roman. (B. S. Johnson).
Postmodernizem podira konvencijo med avtorjem in bralcem, t. i. »suspended disbelief«. Poleg tega nasprotuje dvema postavkama realističnega teksta:
- fiktivni svet, ki ga delo upodablja, obstaja v svoji celoti in je analogen resničnemu (zunajliterarnemu) svetu.
- zgodba, ki jo upoveduje delo, kot da obstaja sama zase in nam jo pripovedovalec le podaja, ne pa je konstruira.

Svet realizma je predstavljen kot analogen našemu svetu. Naseljen je z liki, ki so popolnoma možni po zakonu verjetnega in nujnega. Situacije so take kot v našem življenju ali kot bi lahko bile v našem življenju, le da so izpeljane bolj dramaturško in da imajo večji simbolni pomen v zgodbi. Svet je tako podoben, ni pa identičen.
Barthes je opozarjal, da je tisto, kar je v pripovedi opaženo, narejeno zato, da bi bilo opaženo. V pripovedi je malo »naravnega«, ker je vse urejeno na tak način. A vse to je v realizmu zamolčano, postavljeno v oklepaj. Ne glede na to, kako objektiven skuša biti pripovedovalec, je on tisti, ki izbira sredstva, kar pomeni, da je udeležen v pripovedi, čeprav daje vtis, da ni (pripoveduje s pozicije avktorialnega pripovedovalca). Pripoved je zato vedno nekogaršnja perspektiva. Ni mogoče popisati vsega, zato je vedno potrebno tudi izbirati. Tu postane navidezna objektivnost realizma problematična in tu nastopi postmodernizem, ki želi, predvsem v svojih predstavnikih z eksplicitno metafikcijo, odpraviti to sprenevedanje.

V Fowlesovem romanu Ženska francoskega poročnika je bralec soočen z različnimi signali, da bere izmišljeno zgodbo, ki se dogaja v 19. stoletju, kar prekinja njegovo morebitno vživetje. Po eni strani pripovedovalec opozarja, da beremo nekaj, kar si je sam izmislil: 
Ne vem. Zgodba, ki jo pripovedujem je čista izmišljija. Osebe, ki jih ustvarjam, nikoli niso živele drugje kot v moji glavi, če sem se do zdaj delal, kot da poznam njihova srca in najbolj skrite misli, je tako samo, ker se držim ob času moje zgodbe obče sprejetega načina pisanja (tako kot sem prevzel tudi nekaj tedanjega besedišča in »izraza«) /.../ Toda živim v času Barthesa in Robbe-Grilleta.
 (82) Po drugi strani pa izenačuje realnost in fikcijo (tudi priljubljen Borgesov prijem): 
Mary ima danes, ko to pišem, pra-pra-pravnukinjo, ki je zelo podobna prednici; njeno ime pa je znano po vsem svetu, saj je ena najimenitnejših mladih igralk angleškega filma.
Fowles v svojem romanu problematizira vlogo avktorialnega pripovedovalca, ki naj bi objektivno podajal in obvladoval zgodbo, saj se naenkrat izenači z ravnjo fikcije, tako da fikcija dobi navidezen status realnosti oz. kot da dogodek iz fikcije vpliva na zunajliterarno realnost. S tem izpostavi pozicijo avktorialnega pripovedovalca (torej nekoga, ki ni udeležen v fikcijskem svetu, kreatorja fikcijskega sveta, nekoga, ki je nad, zunaj) in jo ironizira. Opozori na fiktivnost zgodbe – na to, da pripovedovalec ni nekdo onkraj zgodbe, ki jo bralcem le posreduje, ampak je v njej udeležen. Ko pripovedovalec neha transcendirati zgodbo, mu tudi ne moremo več zaupati/verjeti. Avtor, tako kaže, bralca noče prepričati v zgodbo, ukinja svoj status. Psihologija likov je le psihologija njihove dobe, ki pa v današnjem času deluje kičasto. »Tragika« zgodbe postane trivialna.
Postmodernizem zato poleg tega govori tudi o naravi same literature, ozavešča postopke pisanja in opozarja, da je fikcija konstrukt ter tako ruši prej omenjeno pogodbo med bralcem in avtorjem. Metafikcija je najbolj distinktivna formalna praksa postmodernističnih pisateljev.
Zaradi odsotnosti subjekta v postmodernizmu umanjka tudi psihologizacija. Ta je prisotna le kot simulacija psihologizacije, kot poskus posnemanja nekega mišljenja oz. nekega obdobja, ki pa je že minilo, in katerega mišljenje/filozofija v času postmodernizma izpadeta naivno.
Sicer pa je bila metafikcija del romana, še preden se je ta dobro razširil. Parodijo romanove predstavitve sveta najdemo v Don Kihotu Miguela de Cervantesa in Tristramu Shandyju Laurenca Sterna. Parodija v slednjem opozarja na romanovo težnjo, da naj bi podal resničnost samo, kjer so dogodki v vzročno-posledičnem odnosu. Glavni junak Tristram Shandy želi povedati zgodbo svojega življenja, a želi vsako stvar razjasniti in jo postaviti čim bolj v kontekst, tako da smo v četrti knjigi šele v prvem dnevu njegovega življenja. Tu je bralec soočen s težavo, kako sploh predstaviti nekaj tako kompleksnega in razvejanega kot je zunajliterarna realnost v fikciji.

## Teme in tehnike

### Metafikcija - postmodernistična metafikcija
Metafikcija označuje literaturo, ki govori sama o sebi, je avtorefleksivna, tako sproti osvešča svoje postopke, poudarja fiktivnost svojih podob in s tem spodkopava bralčevo naivno zaupanje v neproblematičnost literarnega sveta. Bralcu onemogoča poistovetenje in ga stalno distancira ter sili k premisleku o prebranem. V okviru metafikcije se pojavljata še pojma ameriška metafikcija in historiografska metafikcija. Pojavila sta se, ker je postmodernistična metafikcija drugačna od tiste metafikcije, ki so jo opazili že pri Cervantesu. Linda Hutcheon opisuje z izrazom historiografska metafikcija postmodernistično prozo, torej znane popularne romane, ki so izrazito reflektivni in obenem paradoksalno zadevajo tudi zgodovinske dogodke. Postmodernistična metafikcija pa se od tradicionalne razlikuje po tem, da ne utrjuje avtorjeve avtoritete, pač pa fikcijsko resnico omaja in bralca distancira, s tem ne podira le zunanje resničnosti, ki jo opisuje, ampak tudi lastne temelje. Metafikcija je torej odločilen vidik postmoderne literature.
Metafikcija pomeni literaturo, ki govori sama o sebi. Gre za takšno pripovedno ubeseditev, ki govori sama o sebi  (Virk). in ki je samorefleksivna, tako da sproti osvešča svoje postopke. »Metafikcija je fikcija o fikciji – se pravi, fikcija, ki zajema vase komentar o svoji lastni pripovedni in/ali jezikovni identiteti.«  »Najmanjši skupni imenovalec metafikcije je, da ustvari fikcijo in obenem poda izjavo o ustvaritvi te fikcije.« 
Tradicionalna metafikcija služi utrjevanju statusa resničnosti povedanega. V slovenski literaturi se pojavi že v 19. stoletju, najbrž najbolj odmevno v Jurčičevem Desetem bratu (1966):
»Ker se pa s tako [živo] domišljijo pisalec te pravljice ne more ponašati in ker bi rad še nekaj poštenih možakov čisto stare korenine bralcu pred oči postavil, zapustimo za več časa svojega mladega prijatelja na Slemenicah, naj se seznanja in udomačuje, kakor mu drago, ter pogledimo doli v Obrhek /.../ Pot do tjakaj ne bo dolga, kajti komaj četrt ure ti bo treba, če malo urneje stopiš.«
»Morda mi bo kak dobrovoljen starinoslovec pri mogoči drugi izdavi Desetega brata tu iz zadrege pomagal ter mi pod črto tega lista napravil majhen komentarček.« 
V danem odlomku se vidi, da se skozi metafikcijske postopke izenačujeta realni in fikcijski svet, kar je v skladu z realizmom, ki je želel čim bolj verodostojno preslikati življenje in ki je podajal zgodbo, kot da ta obstaja sama po sebi. Zato tudi omeni, da lahko zapustimo Lovreta, naj počne kar hoče. Liki ne nehajo obstajati, ko jih pripovedovalec ne upoveduje, temveč živijo svoje življenje, imajo svojo svobodo, pripovedovalec zajema le segmente njihovega življenja. Poleg tega pripovedovalec tudi razkrije samega sebe kot tistega, ki vodi pripoved oz. ki posreduje med svetom, ki ga naseljuje Lovre Kvas, in med bralcem. Ob tem tudi bralca samega vpelje v fikcijo (drug način izenačitve realnega in fikcijskega sveta), zopet zato, da bi poudaril to, da prikazuje nek realni svet. A Jurčič je tu vendarle malo ironičen, saj je literarna zgodovina ugotovljala, da je Obrhek izmišljen kraj, ki ga je zasnoval po Muljavi.
Še posebej radikalno metafikcijski je drugi citat. Morda se tu najbolj vidi, kako pomemben je za določanje vrste metafikcije zgodovinski in duhovnozgodovinski kontekst. Kljub uporabljani metafikciji Desetega brata ne beremo kot roman, ki načenja resničnost sveta, ki ga upoveduje, temveč verjamemo njegovemu svetu. »Jurčičeva  metafikcija ni tu z namenom razbijanja fikcijske iluzije, temveč ravno nasprotno, ob sočasnem zatrjevanju, da je zgodba 'vseskozi resnična.'« Drugi odlomek spada bolj v kontekst kramljanja z bralcem, ki izvira še iz razsvetljenske tradicije.
Zdi se torej, da metafikcija, ki jo uporablja Jurčič služi utrjevanju resničnosti upovedovanega sveta, medtem ko postmodernistična sproži dvom glede resničnosti fikcijskega sveta. »Na eni strani bralce opozarja na jezikovno in fiktivno naravo tega, kar pravkar berejo, in jih s tem distancira od vsake ne-samozavedne identifikacije na ravni oseb ali zgodbe.«  Učinek, ki ga proizvede postmodernistična metafikcija je lahko tudi neskončni regres (oz. mise en abyme): kdo je tisti, ki opozarja, da beremo le fikcijo – avtor ali pripovedovalec? Če nas nekaj/nekdo opozori, da beremo nekaj fiktivnega, daje vtis, da govori s pozicije neke Resnice. A ker se nahaja v literarnem delu, vemo, da je tudi on sam fiktiven. In tako se te »instance« lahko pojavljajo v neskončnost, druga za drugo in proglašajo svojega predhodnika/predhodnico za zgolj izmišljijo. Nikoli pa se ni zares moč prebiti izven okvira literarnega dela do tiste prave zunajliterarne resničnosti. 
Virkova tipologija metafikcije (če je metafikcija obvezen del postmodernizma, je lahko to tudi tipologija postmodernizma)
1. dela, v katerih prevladuje eksplicitna oblika avtorefleksivnega komentarja
2. dela, ki zavestno mešajo »nekompatibilne« elemente visoke in nizke kulture
3. dela, ki temeljijo na medbesedilnosti 
  1. medbesedilnost v obliki privzetih citatov
  2. medbesedilnost kot povzemanje (imitacija, parodija) večjih struktur (žanra ali njegove posebne oblike, ...)[9]

Julija Uršič uvrsti kombiniranje elementov visoke in nizke kulture pod medbesedilnost in sicer kot povzemanje večjih struktur
Metafikcija je fikcija, ki se zaveda same sebe. Samo sebe izpostavlja kot fikcijo, s čimer ruši iluzijo, da bralec bere nekaj »resničnega«. Njen efekt je, da usmeri pozornost na svoj okvir, kajti umetniška dela s svojo pripovedjo vedno uokvirjajo nekaj in na to metafikcija opozarja. In na to, da se v resnici avtor odloča in izbira, kaj bo uokviril, s kakšne perspektive in v kolikšni celoti. Ko bralec začne verjeti upovedani zgodbi, ga avtor z metafikcijskim postopkom (»kratkim stikom«, v katerem se v tekstu nenadoma pojavi avtor) izvrže iz tega verjetja ter mu da vedeti, da le bere nek jezikovni konstrukt.
Značilni primer tega je poleg prej omenjene Ženske francoskega poročnika Calvinov roman Če neke zimske noči popotnik.
»Začenjaš brati novi roman Itala Calvina Če neke zimske noči popotnik.«
»Prebral si skoraj trideset strani in začel si se navduševati nad dogodki.« 
Ko začne dramaturški lok zgodbe naraščati, je prekinjena z naslednjim poglavjem, v katerem pripovedovalec nagovarja bralca (oz. Bralca) ter ga vključuje v svojo fikcijo in v katerem po navadi izvemo, da je to, kar smo ravnokar prebrali, odlomek iz neke knjige. Tu izgleda, kot da »prave, resnične« realnosti ni več mogoče doseči in kot da je čisto vse, kar se zgodi, podvrženo temu, da bo proglašeno le za izmišljijo oz. za nižjo ontološko raven. Kljub temu, da fikcija opozarja nase, je še vedno znotraj fikcije, je torej del hotene, nadzorovane zgodbe, nemogoče je, da bi vanjo posegla neka zunanja instanca, kajti čim izgleda, da se to zgodi, ta instanca že postane del fikcije same. To daje občutek, kot da je realnost nedosegljiva in da ne obstaja neka zunanja, transcendirana instanca resnice/resničnosti. Zato lahko metafikcijo razumemo kot  kazalko znotraj fikcije na samo fikcijo (samo-zavedanje torej) in ne kot zunanjo transcendentalno instanco Resnice.
Primer metafikcijskega izpada, ki podre iluzijo do tedaj grajene resničnosti in prizna fikcijo za laganje, je moč najti pred koncem romana Albert Angelo avtorja B. S. Johnsona: »Pred njim je bilo skoraj sedem tednov poletnih počitnic ... o, pizda, vse to LAGANJE!« 
Metafikcijski postopki še niso nujno postmodernistični. V literaturi so se pojavljali že prej, pravzaprav so kar standarden del literature. Razlika je duhovnozgodovinsko ozadje postmodernistične metafikcije – njen pomen in namen sta drugačna od tiste iz npr. obdobja realizma.
Postmodernizem torej skuša pokazati, kako je realnost vedno posredovana skozi diskurzivne okvirje. Metafikcija opozarja, da je naracija oblika medija/posrednika – podobno kot TV, internet, časopisi, poročila, kar nas spomni na to, da so tudi sami mediji odvisni od tehnik naracije. Kljub temu, da ruši znotrajliterarno resničnost in opozarja na njeno fiktivnost in zgolj skonstruiranost, metafikcija vendarle govori o nečem resničnem glede sveta, v katerem živimo. Odraža njegovo delovanje, v katerem se je znašel moderni človek, v svetu Baudrillardovega simulakra in simulacije.

### Medbesedilnost
Tudi medbesedilnost ima v postmodernizmu isto funkcijo kot metafikcija, z mešanjem elementov visoke in nizke literature opozarja na fiktivnost literarnega besedila. Bralec je tako prisiljen k teoretskemu branju proze. Medbesedilnost Manfred Pfister in Marko Juvan povezujeta z metafikcijo, Janko Kos pa s postmodernizmom, saj je zanj obvezno navezovanje na historične sloge ali žanre. Medbesedilnost se je pojavljala že pred postmodernizmom, ko še ni bilo dvoma o resničnosti »besedila v besedilu«, v postmodernsitični literaturi postane medbesedilnost zopet samonanašalna in se zato močno navezuje na metafikcijo. Medbesedilnost pokriva tudi druge postmodernistične postopke, kot so imitacija, parodija, pastiš, fiktivna biografija, imitacije učbenika, ...
Linda Hutcheon, Patricia Waugh in Andrej Blatnik v metafikcijo štejejo tudi citatnost in mešanje visoke in nizke kulture, Janko Kos pa jih loči med sabo. Virk, kot že rečeno, prišteva postmodernistično medbesedilnost k postmodernistični metafikciji.
Za Juvana je medbesedilnost postmodernistična takrat, ko je metafikcijska. Za Kosa je medbesedilno (imitacijsko, parodično, citatno, ...) navezovanje bistven del postmodernizma. Medbesedilnost opozarja, da je tekst pred subjektom in da je vsak tekst mreža drugih tekstov. Metafikcijski učinek se sproži zaradi tega, ker avtor da vedeti bralcu, da ve za druga besedila, ki obstajajo zunaj njegovega, zaradi česar se zgodi v besedilu »kratki stik«, ko je avtor nenadoma prisoten s to svojo vednostjo. V Imenu rože Umberta Eca lahko bralec najde kar nekaj navezav na Sherlocka Holmesa. Glavni lik tako ne poskuša biti posnetek/reprezentacija neke realne osebe, temveč se referira na drugo izmišljeno osebo, s čimer subtilneje opozarja na fiktivnost literarnega dela. Bralcu je onemogočena nenaivna identifikacija s svetom romana. Postmodernistična intertekstualnost je vprežena v komentiranje same realnosti; je orodje samorefleksije. Intertekstualnost je postmodernistična toliko, kolikor je metafikcijska. Resničnost ni ne zunanja ne notranja, ampak brezsubstančna resničnost relacije.

## Glavni tokovi

### Magični realizem
Magični realizem je zveza latinskoameriških pisateljev, ki ustvarjajo v okviru postrealističnih tokov sočasno z modernizmom in postmodernizmom, zato tudi prihaja do medsebojnih vplivov in prepletanja. Postrealizem se povezuje z oživljanjem predkolumbovske kulture prvotnih indijanskih ljudstev, v literaturi tako prihaja do povezovanja novodobnega z arhaičnim. Chanadyjeva magičnega realizma geografsko ne omejuje in ga omenja kot vzporednico oziroma opozicijo fantastičnega. Gayatri C. Spivak pa meni, da je to pojav držav tretjega sveta. Ključni deli magičnega realizma sta Poljub ženske pajka Manuela Puiga in Fuentesova Terra nostra.
Predstavniki: Alejo Carpentier, Juan Rulfo, Julio Cortazar, Carlos Fuentes ...
Za kubanskega pisatelja Carpentierja je bila Amerika kontinent, kjer fantastično in poetično privzemata absolutno realne razsežnosti. Razlika med magičnim realizmom in fantastiko je v tem, da je v magičnem realizmu »nadnaravno« integralni del realnega sveta, ki pri bralcih in likih ne vzbuja šoka in ki je pojmovano kot nekaj povsem verjetnega. Implicitni avtor tako v fantastiki kot v magičnem realizmu opisuje situacije, v katere ne verjame in v realistično osnovo vnaša nadnaravno. Razlika je v pripovedovalčevem odnosu do iracionalne podobe sveta – v magičnem realizmu nadnaravno ni predstavljeno kot problematično, različne ontološke ravni se prepletejo in obstajajo na isti (ontološki) stopnji resničnosti. Magični realizem razdira konvencionalno podobo realnosti, saj ne sodi ne v domeno fantastike ne v domeno realnosti.
Nadnaravni dogodek je postavljen na isto raven kot navadni pojavi. Tako npr. vnebovzetje Remedios, prelepe v Sto let samote G. G. Marqueza ne zbuja presenečenja, začudenja ali šoka. Odsotna je namreč avtorjeva sodba glede resničnosti dogodkov in avtentičnosti podobe sveta, ki jo izražajo liki v besedilu. V magičnem realizmu je nadnaravno sprejeto kot del resničnosti in sploh ni dojemano kot nadnaravno.
Prav izenačitev teh dveh resničnosti, naravne in »nadnaravne«, čudežne, magične spominja na McHaleovo izenačitev različnih ontoloških ravni. Poleg tega Brian McHale opozarja tudi na »kratki stik«, torej pojavitev avtorja v besedilu, »ki se kaže v paradoksni interpenetraciji dveh resničnosti, ki sta sicer nezdružljivi.«  Avtorjeva prisotnost naj bi nas opozorila na to, da je to, kar beremo, le fikcija. To je ena od lasnosti, zaradi katerih naj bi se magični realizem uvrščal v postmodernizem.
Po navadi se vežejo na mitološke in verovanjske teme arhaičnih ljudstev. Oživlja se predkolumbovska kultura indijanskih ljudstev. A tu naj ne bi šlo za naivno mitologiziranje, ampak za mit kot medbesedilnost. Magičnost zavrača zvesto odsevanje zunanjega sveta, zato je v nekaterih primerih fikcijski in avtoreferencialen. To je posledica skepse, da literatura ni več zmožna odsevati resničnosti (in da resničnosti več ontoloških nivojev obstajajo na enem samem). Magični realizem odpravlja mejo med tem, kar je magično, in tem, kar je resnično.
Se pa naštete lastnosti magičnega realizma postavijo na glavo ob Marquezovi izjavi: »Sem realist, ki poskuša opisati kolumbijsko resničnost tako zvesto, kot je mogoče,« kar nas zopet vrne k Carpentierjevi izjavi, da je Amerika kontinent, kjer fantastično in poetično privzemata realne razsežnosti. 
A vendar je sklep Sto let samote metafikcijski – ko izgine pripoved, izgine junak. Je pa po drugi strani tudi obnovitev mitske strukture, v kateri realnost in pripoved obstajata na isti ravni (primer česar je tudi predhodnik postmodernizma, še en južnoameriški pisec, Jose Luis Borges).

Postmodernistične poteze magičnega realizma
- Zrcali kompleksnost jezika, ki ima neskončne možnosti konstrukcije svetov, a je nezmožen izraziti živo izkušnjo
- Briše meje med magičnim in realnim in postavlja pod vprašaj sprejete definicije obojega (kritika sposobnosti reprezentacije sveta z mimetičnim jezikom)
- Načenja vprašanja resnice in resničnosti

Je smer, ki se lahko veže z različnimi duhovnozgodovinskimi podlagami: realistično, modernistično in postmodernistično, vedno pa kaže tudi na realni svet.

### Ameriška metafikcija
Termin je iznašel William Gass leta 1971. Raziskovali so jo David Logde, Douwe Fokkema, Brian Mchale in Linda Hutcheon. Pojem je postopoma postal sopomenka postmodernizmu. Ameriška metafikcija kot celota je najpristnejši primer postmodernizma. Z brisanjem razlike med umetnostjo in življenjem ter visoko in nizko literaturo je vsebovala poteze modernizma in avantgarde.
Predstavniki: John Barth, Donald Barthelme, Giannina Braschi, Richard Brautigan, Robert Coover, Dave Eggers, Thomas Pynchon, David William Foster ...
Glede postmodernističnosti je to najmanj sporna smer. Povezana je z uvedbo šol kreativnega pisanja. Andrej Blatnik pravi, da je ameriška metafikcija strogo samonanašalna in nima nič opraviti z realnim izkustvom. Pojmovanje ameriške metafikcije kot mehke avantgarde je neustrezno, a vendar je našla pri njej nekaj izraznih sredstev: brisanje razlike med umetnostjo in življenjem, visoko in nizko literaturo, različnimi vrstami umetnosti, ...
Aleš Debeljak ugotavlja, da je izguba resničnosti in pristnega izkustva pripeljala do točke, na kateri se je bila literatura prisiljena začeti ukvarjati sama s seboj, s svojimi postopki in pripovednimi mehanizmi. Na zunajtekstualno resničnost, ki v svoji čisti obliki ne obstaja, je namreč ni vezala nobena korespondenca več.
Začetek je Barthov Trgovec s tobakom. Posebnost ameriške metafikcije je za razliko od evropskega metafikcijskega pisanja zgledovanje po nacionalni literarni tradiciji.
Gass, ki je prvi omenil termin metafikcija, jo opredeljuje kot prozo, ki namesto resničnega življenja preučuje samo sebe, kar pa ni nov pojav (Don Kihot, Tristram Shandy, modernisti)
Kos trdi ameriška metafikcija se sicer navezuje na modernizem, a to počne simulacijsko oz. modernističnim prvinam jemlje vlogo neposrednega predstavljanja prave resničnosti.
Pri opredelitvi metafikcije si je moč pomagati tudi s spoznanji neliterarnih ved. Fizik Heisenberg je bil npr. zastopnik stališča, da so vse meritve nezanesljive, saj merjenje vpliva na tisto, kar merimo (efekt opazovalca, ki s svojo prisotnostjo vpliva na opazovano), zato objektivnega sveta ni mogoče opisati. Metafikcija gre v relativizaciji še dlje: po Heisenbergu sicer ni mogoče opisati narave, je pa mogoče opisati človekov od nos do nje, metafikcija pa problematizira tudi to. Kako sploh karkoli opisati, če imamo za orodje jezik? Sveta torej ni mogoče predstaviti, predstaviti je mogoče le različne diskurze. Ta ponazoritev metafikcije pa je zelo blizu tudi opredelitvam postmodernizma.

### Novi roman
Novi roman oz. »nouveau roman« je zopet na meji med modernizmom in postmodernizmom. Bolj k postmodernizmu se nagiba predvsem »nouveau nouveau roman«, torej ne vsa, pač pa pozna dela avtorjev novih romanov. Najpomembnejše je delo Robba-Grilleta Djinn, malo manj postmodernistični sta še Videc in V labirintu. Pomemben je še Michel Butor z delom 68100000 litrov na sekundo.
Predstavniki: Claude Simon, Alain Robbe-Grillet, Michel Butor, ...
Pisatelji novega romana so napadali kavzalnost, linearnost, klasično zgodbo in karakterizacijo. Menili so, da tradicionalna romaneskna sredstva niso zmožna ustrezno odsevati ontološke in epistemološke negotovosti sodobnega človeka, izkustva, diskontinuitete, razpuščenosti in razosebljenja. Kos jih označi kot romane toka zavesti, le da je ta zavest v primerjavi s klasičnim modernizmom izpraznjena, popredmetena, statična, pasivna, naravnana h goli predmetni stvarnosti, kot da sama nima več vsebine. Zavest je reificirana, svet se ji kaže kot doživljaj neposredne prezence, a kljub temu je to še vedno zavest (ne pa že preseganje modernistične subjektivnosti).
Smythu so ponavljajoči se predmeti konotacija neke obsesije in s tem navzočnost notranjosti. Robbe-Grillet se zaveda, da ni mogoče posneti resničnosti kot take, ampak je ta vedno subjektivno posredovana. Zato novi roman noče biti več referencialen do predobstoječe resničnosti kot take, ampak želi ustvariti svojo lastno resničnost, biti avtoreferencialen, kar je postmodernistična težnja.
Od Robbe-Grilletovih romanov spada v postmodernizem Djinn, ki je nastal po vzoru učbenika francoščine za tuje študente. Djinn je utemeljen na jeziku kot edini resničnosti, in ne na zavesti. Jezik je ostal edina resničnost.
Postmodernistične poteze novega romana:
- avtorefleksivnost in avtoreferencialnost
- lingvizem in tekstualizem (jezik je edina resničnost, ki je preostala po razpadu zunanje in notranje resničnosti)
- metafikcijske poteze
- mise en abyme – mešanje urejene hierarhije ontoloških ravni
- Preigravanje žanrskih pravil: v Vidcu skrivnost ostane skrivnost

Formalne značilnosti pa se morajo povezati z duhovnozgodovinsko podlago, da lahko zares govorimo o postmodernizmu. Izhodišče je status resničnosti – v postmodernizmu je odpravljena resničnost zavesti, ostane le resničnost teksta/jezika. Metafikcija v postmodernizmu opozarja prav na to zgolj tekstno naravo besedila. Novi roman se deli na tri faze: od teh naj bi prvi dve spadali v modernizem, v zadnji pa deloma sledi premik v postmodernizem, saj je za nekatera dela mogoče ugotoviti, da so se odtrgala od paradigme zavesti in jezik v njih zastopa edino resničnost. Sem sodijo pozna dela Clauda Simona, v katerih opisi ne kažejo na zunanjo/subjektivno resničnost, ampak potrjujejo lastni status kot verbalno skonstruirani artefakti. Prisotna je postmodernistična želja po uničenju kakršnekoli referencialne iluzije.

### Roman paranoje oz. teorije zarote
Paranoidni stil vidi svet kot konstruirano mrežo namigov na skriti pomen. Prisotno je za postmodernizem značilno odpravljanje razlike med resničnostjo in fikcijo. Resničnost se kaže kot narativna skonstruiranost. Fikcija vdira v resničnost v obliki teorije zarote. Resničnost privzema lastnosti fikcije, saj jo sprejemamo le, če je narativno konstruirana. Umberto Eco opozarja, da si življenje oblikujemo s pomočjo pripovednih shem. Življenje presajamo v zgodbo, da ga omislimo, da iz vsega kaosa nastane red, vzročno-posledično povezujemo dogodke, dajemo smisel; svet je (predtem) izgubil smisel in s »fikcionalizacijo« se ga spet osmišlja.
Paranoja je odziv na človekovo izgubo resničnosti in iskanje izgubljenega smisla. Sherlock Holmes boleha za interpretativno paranojo. Konstruira smiselne svetove, da si razloži dogodke, in ti svetovi zadobijo status resničnosti. V detektivskem romanu to še deluje. V Ecovem posnetku slavnega detektiva v romanu Ime rože, kjer Viljem iz Baskervilla (referenca na epizodo Sherlocka Holmesa z naslovom Baskervillski pes) raziskuje umore, pa se interpretacija resničnosti ob koncu pokaže za neustrezno, čeprav se je vmes njegova teorija skladala z resničnostjo oz. je Viljem s svojo teorijo vplival na resničnost (fikcija se je udejanjila). V drugem Ecovem romanu Foucaltovo nihalo smo prav tako priča vplivu fikcije na realni svet. Trojica urednikov si izmisli neko razlago, ki postane stvarnost (podobno kot v Imenu rože torej). Izmislek lahko postane resničnost, fikcija ni nedolžen svet, ločen od realnega, ampak vanj posega in tako spremeni svoj ontološki status. Ko iz sveta izgine vrhovna instanca/Resnica, svet na sebi izgubi smisel in človek je prisiljen, da ga sam osmišlja, zato v svetu išče pomene, vsako stvar interpretira in ji išče kontekst smisla.
Za filozofa Karla Poppra je »Družbena teorija zarote posledica slabenja odnosa z Bogom in posledica vprašanja, ki temu sledi: Kdo je na njegovem mestu?«  V stanju paranoje posameznik išče pomene vsem stvarem in njihove skrivne povezave.
Ne gre za odkrivanje resnice/resničnega (modernizem), ampak za proizvodnjo resnice. McHale trdi, da Ecov roman metafikcijsko tematizira modernističen način branja. Ta način branja je paranoičen, ker v vsem išče (in najde) pomene. Paranoično branje je v modernizmu legetimizirano kot edino pravo. Razmišljanje o zaroti je (neuspešen) poskus razumeti nedojemljivi svet. Romani paranoje so značilno, a ne tudi nujno postmodernistični. Problematizacija resničnosti je namreč ena od duhovnozgodovinskih lastnosti postmodernizma: vsakdanja izkustva sprejemamo v obliki zgodb, zgodovinopisje je narativno strukturirano, pravzaprav je narativnost (perspektiva, ki konstruira) organizacijski pristop vsakega diskurza.

## Avtorji postmodernističnih del

### Ameriški avtorji
| - Kathy Acker - William Burroughs, - Giannina Braschi, - John Hawks, - John Barth, - Dave Eggers - Raymond Federman, - John Hawke, - Robert Coover, | - Thomas Pynchon, - William Gass, - Donald Barthelme, - Tom Robins, - Rudolf Wurlitzer ... |

### Evropski avtorji
| - Muriel Spark, - Antony Burgess, - John Fowles, - David Lodge, - Lawrewnce Norfolk, - Martin Amis, - Peter Ackroyd, - Alasdair Gray, - Graham Swift, | - Janette Winterson, - Julian Barnes, - Salman Rushdie, - D. H. Thomas, - Italo Calvino, - Umberto Eco, - Andreo de Carlo, - Gianni Celati, - Aldo Busi, | - Marco Lodoli, - Robbe-Grillet, - Patrick Süskind, - R. Schneider, - Cristoph Rasnamyr, - Christe Wolf, - Gerrit Kroll, - Peter Hoegg, - Milan Kundera, | - Viktor Paskov, - Boris Pekić, - Milorad Pavić, - Danilo Kiš, - Ivan Aralica ... |

### Latinskoameriški avtorji
| - Jorge Luis Borges, - Roberto Bolaño, - Juan Rulfo, - Alejo Carpentier, - Juan Carlos Onetti, - Carlos Fuentes, - Julio Cortazar, | - Gabriel Garcia Marquez, - Manuel Puig, - Severo Sarduy, - Ricardo Puglia, - Luis Rafael Sanchez, - Diamela Eltit, - Giannina Braschi ... |

## Postmodernizem pri Slovencih
Pri raziskovanju slovenskega postmodernizma so bili literarni teoretiki v dilemi, ali je postmodernizem v literarno manj razvitih državah sploh možen. Pojem je prišel k nam razmeroma pozno. V 80. letih se je pojavil v okviru poezije, v drugi polovici 80. let pa so že izšli prevodi tujih razprav o postmodernizmu. Tehtneje in podrobneje ga je nato periodiziral Janko Kos. Prvi slovenski pisec, pri katerem se vidijo zametki postmodernizma, naj bi bil Vladimir Bartol. Nato se konkretnejše značilnosti začnejo pojavljati z generacijo 1950 (Dimitrij Rupel, Drago Jančar, Branko Gradišnik). Z radikalizacijo moderističnih nastavkov so se postmodernizmu še bolj približali pisci »slovenske nove proze«, in sicer Uroš Kalčič, Boris Jukić, Emil Filipčič. Med postmoderniste pa že sodijo pisci »mlade slovenske proze«, in sicer Andrej Blatnik, Igor Bratož, Aleksa Šušulić. Prva primera postmodernizma v slovenski literaturi sta Gradišnikova zbirka zgodb Čas (1977) in pozneje Jančarjevo delo Smrt pri Mariji Snežni (1985). Slovenski postmodernizem se je pojavljal predvsem v obliki kratkih zgodb. Delo Plamenice in solze Andreja Blatnika je bilo označeno za prvo »hard-core metafikcijo« na Slovenskem. Na vse slovenske pisce so vplivali predvsem Borges in ameriški metafikcionalisti. Debata o »pravih« slovenskih postmodernističnih delih ni prinesla enotnega mnenja, kdo vse so slovenski postmodernisti; najstrožji bi dali to oznako komaj kateremu delu, npr. Plamenicam in solzam, druga dela naj bi uporabljala le nekatere postmodernistične postopke in se tako postmodernizmu približevala ali od njega oddaljevala, veliko jih je dobilo oznako postmodernizem tudi samo zaradi duhovnozgodovinske podlage avtorja. Tako ozko razumevanje postmodernistične literature je problematično, saj so periodizacijske oznake, ki pokrijejo zanemarljiv del besedilnega korpusa nekega časa, nesmiselne. Ob postmodernizmu je v slovenski prozi živel oz. se po postmodernizmu nadaljuje - realizem. Ali ta realizem, ki je stalnica evropske literature zadnjih 200 let, zasluži posebno oznako (neo-, neoneo-, trans-), ni soglasja: neorealizmov je bilo že veliko, transrealizem pa je smer v znanstvenofantastični literaturi. Najbolj smiselna se zdi oznaka današnji/sodobni realizem.